# Olympische Sommerspiele 1936/Fechten – Säbel Mannschaft (Männer)
Der Mannschaftswettkampf im Säbelfechten der Männer bei den Olympischen Spielen 1936 in Berlin fand vom 12. bis 13. August im Kuppelsaal und vor dem Haus des Deutschen Sports im Deutschen Sportforum statt.
Olympiasieger wurde Ungarn, vor Italien und der deutschen Mannschaft.

## Mannschaften
| Belgien                                                                                          | Chile                                                                          | Dänemark                                                                              | Deutsches Reich                                                                          | Deutsches Reich                                                                               |
| ------------------------------------------------------------------------------------------------ | ------------------------------------------------------------------------------ | ------------------------------------------------------------------------------------- | ---------------------------------------------------------------------------------------- | --------------------------------------------------------------------------------------------- |
| Eugène Laermans Georges Heywaert Robert Van Den Neucker Henri Brasseur Hubert Van Nerom          | Efraín Díaz Tomas Barraza Ricardo Romero Julio Moreno Tomás Goyoaga            | Erik Hammer Sørensen Preben Christiansen Aage Leidersdorff Svend Jacobsen             | Richard Wahl Julius Eisenecker Erwin Casmir August Heim Hans Esser Hans-Georg Jörger     | Richard Wahl Julius Eisenecker Erwin Casmir August Heim Hans Esser Hans-Georg Jörger          |
| Frankreich                                                                                       | Griechenland                                                                   | Großbritannien                                                                        | Königreich Italien                                                                       | Königreich Italien                                                                            |
| Marcel Faure Maurice Gramain Édward Gardère Jean Piot Roger Barisien André Gardère               | Nikolaos Manolesos Nikolaos Paparrodou Konstantinos Botasis Menelaos Psarrakis | Oliver Trinder Arthur Pilbrow Guy Harry Robin Brook Roger Tredgold                    | Giulio Gaudini Gustavo Marzi Aldo Masciotta Vincenzo Pinton Aldo Montano Athos Tanzini   | Giulio Gaudini Gustavo Marzi Aldo Masciotta Vincenzo Pinton Aldo Montano Athos Tanzini        |
| Jugoslawien                                                                                      | Kanada                                                                         | Niederlande                                                                           | Österreich                                                                               | Österreich                                                                                    |
| Krešo Tretinjak Milivoj Radović Eugen Jakobčič Edo Marion Pavao Pintarić                         | Ernest Dalton Charles Otis George Tully Don Collinge                           | Ate Faber Antonius Montfoort Frans Mosman Pieter van Wieringen Jacob Schriever        | Josef Losert Hugo Weczerek Karl Sudrich Hubert Loisel Karl Hanisch Karl Kaschka          | Josef Losert Hugo Weczerek Karl Sudrich Hubert Loisel Karl Hanisch Karl Kaschka               |
| Polen                                                                                            | Rumänien                                                                       | Schweden                                                                              | Schweiz                                                                                  | Schweiz                                                                                       |
| Antoni Sobik Władysław Segda Władysław Dobrowolski Adam Papée Marian Suski Teodor Zaczyk         | Nicolae Marinescu Gheorghe Man Camil Szatmary Denis Dolecsko                   | Bengt Ljungquist Knut Nordholm Hubert de Bèsche Ivar Tingdahl Carl Johan Wachtmeister | Charles Glasstetter Alphonse Ruckstuhl Walter Widemann Adolf Stocker                     | Charles Glasstetter Alphonse Ruckstuhl Walter Widemann Adolf Stocker                          |
| Tschechoslowakei                                                                                 | Türkei                                                                         | Ungarn                                                                                | Uruguay                                                                                  | Vereinigte Staaten                                                                            |
| Josef Jungmann Josef Benedik Hervarth Frass von Friedenfeldt Bohuslav Kirchmann Josef Hildebrand | Ilhami Çene Enver Balkan Cihat Teğin Abdul Halim Tokmakçioğlu Orhan Adaş       | Aladár Gerevich Tibor Berczelly Pál Kovács Endre Kabos László Rajcsányi Imre Rajczy   | Carmelo Bentancur José Julián de la Fuente Hildemaro Lista París Rodríguez Jorge Rolando | Peter Bruder Miguel de Capriles Bela De Nagy John Huffman Samuel Stewart Norman Cohn-Armitage |

## Ergebnisse

### Runde 1

#### Pool 1
| Rang | Nation          | Punkte | Siege | Niederlagen | Kämpfe gewonnen | Kämpfe verloren |
| ---- | --------------- | ------ | ----- | ----------- | --------------- | --------------- |
| 1    | Deutsches Reich | 2      | 1     | 0           | 10              | 6               |
| 2    | Uruguay         | 2      | 1     | 0           | 8               | 8               |
| 3    | Rumänien        | 0      | 0     | 2           | 14              | 18              |

| Begegnung       | Begegnung | Ergebnis               |
| --------------- | --------- | ---------------------- |
| Deutsches Reich | Rumänien  | 10:6                   |
| Uruguay         | Rumänien  | 8:8 (60:57)            |
| Deutsches Reich | Uruguay   | nicht mehr ausgetragen |

#### Pool 2
| Rang | Nation     | Punkte | Siege | Niederlagen | Kämpfe gewonnen | Kämpfe verloren |
| ---- | ---------- | ------ | ----- | ----------- | --------------- | --------------- |
| 1    | Österreich | 0      | 0     | 0           | 0               | 0               |
| 1    | Schweden   | 0      | 0     | 0           | 0               | 0               |
| –    | Brasilien  | 0      | 0     | 0           | 0               | 0               |

Die von Brasilien gemeldete Mannschaft zog sich noch vor dem Wettkampf zurück. Somit waren Österreich und Schweden kampflos für das Viertelfinale qualifiziert.

#### Pool 3
| Rang | Nation   | Punkte | Siege | Niederlagen | Kämpfe gewonnen | Kämpfe verloren |
| ---- | -------- | ------ | ----- | ----------- | --------------- | --------------- |
| 1    | Ungarn   | 2      | 1     | 0           | 16              | 0               |
| 2    | Belgien  | 2      | 1     | 0           | 9               | 1               |
| 3    | Dänemark | 0      | 0     | 2           | 1               | 25              |

| Begegnung | Begegnung | Ergebnis               |
| --------- | --------- | ---------------------- |
| Ungarn    | Dänemark  | 16:0                   |
| Belgien   | Dänemark  | 9:1                    |
| Ungarn    | Belgien   | nicht mehr ausgetragen |

#### Pool 4
| Rang | Nation           | Punkte | Siege | Niederlagen | Kämpfe gewonnen | Kämpfe verloren |
| ---- | ---------------- | ------ | ----- | ----------- | --------------- | --------------- |
| 1    | Polen            | 2      | 1     | 0           | 9               | 3               |
| 2    | Tschechoslowakei | 2      | 1     | 0           | 11              | 5               |
| 3    | Griechenland     | 0      | 0     | 2           | 8               | 20              |

| Begegnung        | Begegnung    | Ergebnis               |
| ---------------- | ------------ | ---------------------- |
| Tschechoslowakei | Griechenland | 11:5                   |
| Polen            | Griechenland | 9:3                    |
| Tschechoslowakei | Polen        | nicht mehr ausgetragen |

#### Pool 5
| Rang | Nation         | Punkte | Siege | Niederlagen | Kämpfe gewonnen | Kämpfe verloren |
| ---- | -------------- | ------ | ----- | ----------- | --------------- | --------------- |
| 1    | Niederlande    | 2      | 1     | 0           | 13              | 3               |
| 2    | Großbritannien | 2      | 1     | 0           | 10              | 6               |
| 3    | Chile          | 0      | 0     | 2           | 8               | 20              |

| Begegnung      | Begegnung      | Ergebnis               |
| -------------- | -------------- | ---------------------- |
| Niederlande    | Chile          | 13:3                   |
| Großbritannien | Chile          | 10:6                   |
| Niederlande    | Großbritannien | nicht mehr ausgetragen |

#### Pool 6
| Rang | Nation             | Punkte | Siege | Niederlagen | Kämpfe gewonnen | Kämpfe verloren |
| ---- | ------------------ | ------ | ----- | ----------- | --------------- | --------------- |
| 1    | Königreich Italien | 2      | 1     | 0           | 15              | 1               |
| 2    | Frankreich         | 2      | 1     | 0           | 13              | 3               |
| 3    | Kanada             | 0      | 0     | 2           | 4               | 28              |

| Begegnung          | Begegnung          | Ergebnis               |
| ------------------ | ------------------ | ---------------------- |
| Frankreich         | Kanada             | 13:3                   |
| Königreich Italien | Kanada             | 15:1                   |
| Frankreich         | Königreich Italien | nicht mehr ausgetragen |

#### Pool 7
| Rang | Nation             | Punkte | Siege | Niederlagen | Kämpfe gewonnen | Kämpfe verloren |
| ---- | ------------------ | ------ | ----- | ----------- | --------------- | --------------- |
| 1    | Vereinigte Staaten | 4      | 2     | 0           | 26              | 6               |
| 2    | Türkei             | 4      | 2     | 1           | 19              | 29              |
| 3    | Schweiz            | 2      | 1     | 2           | 21              | 27              |
| 4    | Jugoslawien        | 0      | 0     | 2           | 14              | 18              |

| Begegnung          | Begegnung   | Ergebnis               |
| ------------------ | ----------- | ---------------------- |
| Vereinigte Staaten | Schweiz     | 12:4                   |
| Türkei             | Jugoslawien | 9:7                    |
| Vereinigte Staaten | Türkei      | 14:2                   |
| Schweiz            | Jugoslawien | 9:7                    |
| Türkei             | Schweiz     | 8:8 (70:58)            |
| Vereinigte Staaten | Jugoslawien | nicht mehr ausgetragen |

### Viertelfinale

#### Pool 1
| Rang | Nation     | Punkte | Siege | Niederlagen | Kämpfe gewonnen | Kämpfe verloren |
| ---- | ---------- | ------ | ----- | ----------- | --------------- | --------------- |
| 1    | Ungarn     | 2      | 1     | 0           | 14              | 2               |
| 2    | Österreich | 2      | 1     | 0           | 11              | 5               |
| 3    | Uruguay    | 0      | 0     | 2           | 7               | 25              |

| Begegnung  | Begegnung  | Ergebnis               |
| ---------- | ---------- | ---------------------- |
| Ungarn     | Uruguay    | 14:2                   |
| Österreich | Uruguay    | 11:5                   |
| Ungarn     | Österreich | nicht mehr ausgetragen |

#### Pool 2
| Rang | Nation          | Punkte | Siege | Niederlagen | Kämpfe gewonnen | Kämpfe verloren |
| ---- | --------------- | ------ | ----- | ----------- | --------------- | --------------- |
| 1    | Deutsches Reich | 4      | 2     | 1           | 29              | 19              |
| 2    | Frankreich      | 4      | 2     | 1           | 21              | 27              |
| 3    | Großbritannien  | 2      | 1     | 2           | 24              | 24              |
| 4    | Belgien         | 2      | 1     | 2           | 22              | 26              |

| Begegnung       | Begegnung       | Ergebnis    |
| --------------- | --------------- | ----------- |
| Belgien         | Deutsches Reich | 9:7         |
| Frankreich      | Großbritannien  | 8:8 (65:56) |
| Deutsches Reich | Großbritannien  | 11:5        |
| Frankreich      | Belgien         | 11:5        |
| Deutsches Reich | Frankreich      | 9:2         |
| Großbritannien  | Belgien         | 11:5        |

#### Pool 3
| Rang | Nation             | Punkte | Siege | Niederlagen | Kämpfe gewonnen | Kämpfe verloren |
| ---- | ------------------ | ------ | ----- | ----------- | --------------- | --------------- |
| 1    | Niederlande        | 2      | 1     | 0           | 12              | 4               |
| 2    | Königreich Italien | 2      | 1     | 0           | 9               | 5               |
| 3    | Tschechoslowakei   | 0      | 0     | 2           | 9               | 21              |

| Begegnung          | Begegnung          | Ergebnis               |
| ------------------ | ------------------ | ---------------------- |
| Niederlande        | Tschechoslowakei   | 12:4                   |
| Königreich Italien | Tschechoslowakei   | 9:5                    |
| Niederlande        | Königreich Italien | nicht mehr ausgetragen |

#### Pool 4
| Rang | Nation             | Punkte | Siege | Niederlagen | Kämpfe gewonnen | Kämpfe verloren |
| ---- | ------------------ | ------ | ----- | ----------- | --------------- | --------------- |
| 1    | Vereinigte Staaten | 4      | 2     | 0           | 9               | 1               |
| 2    | Polen              | 4      | 2     | 0           | 24              | 3               |
| 3    | Schweden           | 0      | 0     | 2           | 2               | 24              |
| 4    | Türkei             | 0      | 0     | 1           | 2               | 9               |

| Begegnung                 | Begegnung | Ergebnis               |
| ------------------------- | --------- | ---------------------- |
| Polen                     | Schweden  | 15:1                   |
| Vereinigte Staaten (w.o.) | Türkei    | Türkei DNS             |
| Vereinigte Staaten        | Schweden  | 9:1                    |
| Polen                     | Türkei    | 9:2                    |
| Schweden                  | Türkei    | nicht mehr ausgetragen |
| Vereinigte Staaten        | Polen     | nicht mehr ausgetragen |

### Halbfinale

#### Pool 1
| Rang | Nation             | Punkte | Siege | Niederlagen | Kämpfe gewonnen | Kämpfe verloren |
| ---- | ------------------ | ------ | ----- | ----------- | --------------- | --------------- |
| 1    | Königreich Italien | 4      | 2     | 0           | 18              | 9               |
| 2    | Polen              | 4      | 2     | 0           | 18              | 14              |
| 3    | Österreich         | 0      | 0     | 2           | 15              | 17              |
| 4    | Frankreich         | 0      | 0     | 2           | 8               | 19              |

| Begegnung          | Begegnung  | Ergebnis               |
| ------------------ | ---------- | ---------------------- |
| Polen              | Frankreich | 10:6                   |
| Königreich Italien | Österreich | 9:7                    |
| Polen              | Österreich | 8:8 (60:56)            |
| Königreich Italien | Frankreich | 9:2                    |
| Königreich Italien | Polen      | nicht mehr ausgetragen |
| Frankreich         | Österreich | nicht mehr ausgetragen |

#### Pool 2
| Rang | Nation             | Punkte | Siege | Niederlagen | Kämpfe gewonnen | Kämpfe verloren |
| ---- | ------------------ | ------ | ----- | ----------- | --------------- | --------------- |
| 1    | Ungarn             | 6      | 3     | 0           | 44              | 4               |
| 2    | Deutsches Reich    | 4      | 2     | 1           | 19              | 25              |
| 3    | Vereinigte Staaten | 2      | 1     | 2           | 18              | 30              |
| 4    | Niederlande        | 0      | 0     | 3           | 11              | 33              |

| Begegnung          | Begegnung          | Ergebnis |
| ------------------ | ------------------ | -------- |
| Ungarn             | Deutsches Reich    | 15:1     |
| Vereinigte Staaten | Niederlande        | 9:7      |
| Ungarn             | Niederlande        | 15:1     |
| Deutsches Reich    | Vereinigte Staaten | 9:7      |
| Ungarn             | Vereinigte Staaten | 14:2     |
| Deutsches Reich    | Niederlande        | 9:3      |

### Finale
| Rang | Nation             | Punkte | Siege | Niederlagen | Kämpfe gewonnen | Kämpfe verloren |
| ---- | ------------------ | ------ | ----- | ----------- | --------------- | --------------- |
| 1    | Ungarn             | 6      | 3     | 0           | 32              | 10              |
| 2    | Königreich Italien | 4      | 2     | 1           | 25              | 17              |
| 3    | Deutsches Reich    | 2      | 1     | 2           | 14              | 25              |
| 4    | Polen              | 0      | 0     | 3           | 10              | 29              |

| Begegnung          | Begegnung          | Ergebnis |
| ------------------ | ------------------ | -------- |
| Ungarn             | Deutsches Reich    | 13:3     |
| Königreich Italien | Polen              | 10:6     |
| Ungarn             | Polen              | 10:1     |
| Königreich Italien | Deutsches Reich    | 9:2      |
| Deutsches Reich    | Polen              | 9:3      |
| Ungarn             | Königreich Italien | 9:6      |